# Plesiopelma rectimanum
Plesiopelma rectimanum är en spindelart som först beskrevs av Cândido Firmino de Mello-Leitão 1923.  
Plesiopelma rectimanum ingår i släktet Plesiopelma och familjen fågelspindlar. Inga underarter finns listade i Catalogue of Life.